# Stenus flavicornis
Stenus flavicornis är en skalbaggsart som beskrevs av Wilhelm Ferdinand Erichson. Stenus flavicornis ingår i släktet Stenus och familjen kortvingar. Inga underarter finns listade i Catalogue of Life.